# Triquetrella inconspica
Triquetrella inconspica là một loài rêu trong họ Pottiaceae. Loài này được (Griff.) E.S. Salmon mô tả khoa học đầu tiên năm 1900.